# Rapala catena
Rapala catena är en fjärilsart som beskrevs av South 1913. Rapala catena ingår i släktet Rapala och familjen juvelvingar. Inga underarter finns listade.